# 므츠헤타므티아네티주
므츠헤타므티아네티주(조지아어: მცხეთა-მთიანეთი)는 조지아 동부에 위치한 주로, 주도는 므츠헤타이며 면적은 6,785km2, 인구는 94,573명(2014년 기준)이다.

## 같이 보기
- 조지아의 행정 구역